# Пон Фок Лок
Пон Фок Лок (30 травня 1951) — малайзійський хокеїст на траві.
Бронзовий призер Азійських ігор 1974 року.